# Tänkebok

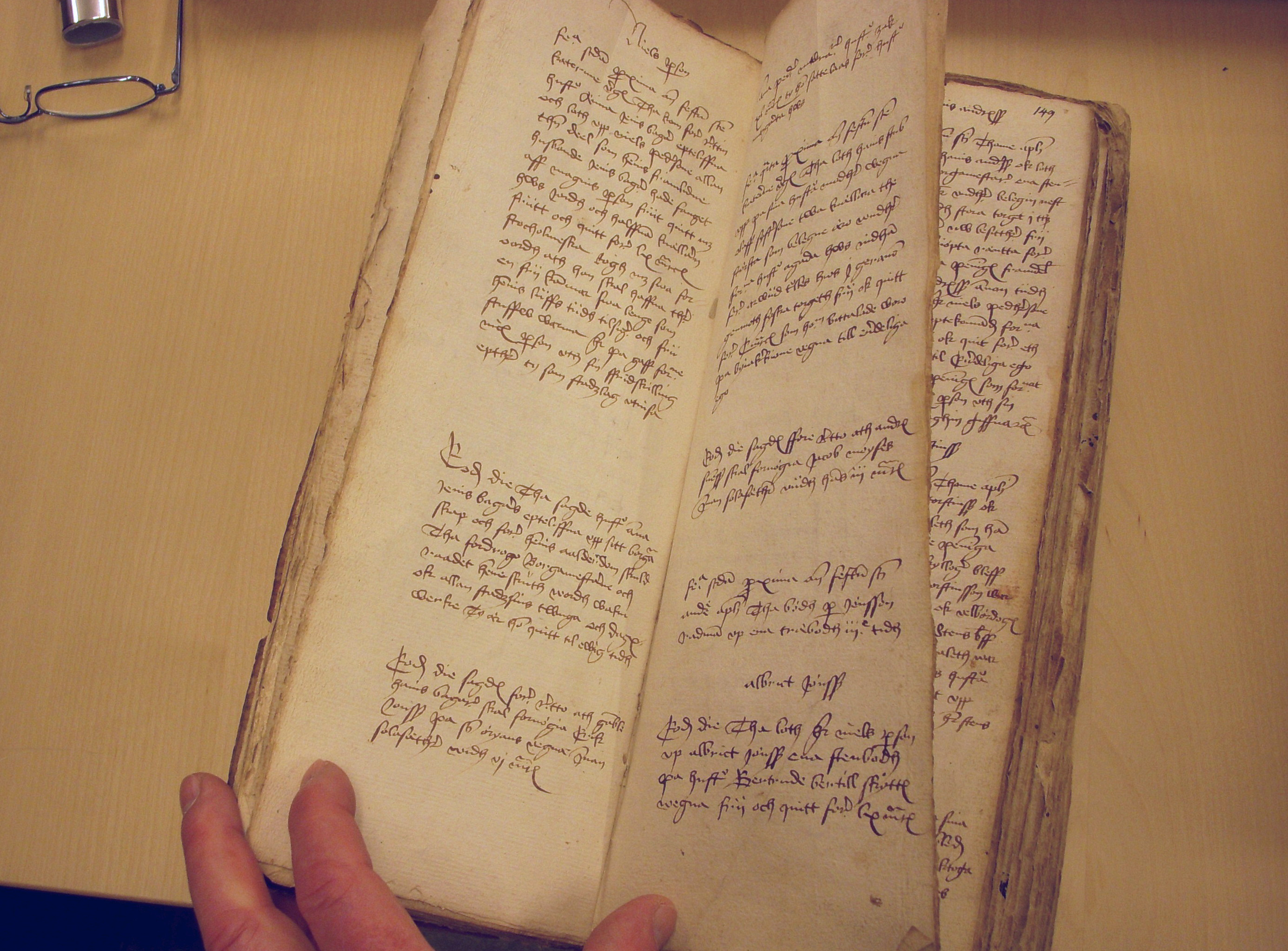
En tänkebok från Stockholm för åren 1479-1483, förvaras i Stockholms stadsarkiv.

Tänkebok kallades de protokollsböcker som fördes vid rådhusrätterna i städerna under medeltiden och på 1500-talet. De äldsta bevarade tänkeböckerna i Sverige kommer från Arboga, Jönköping och Stockholm.
Ordet tänkebok härrör från tyska Andenken, alltså minne med betydelsen minnesbok, och omfattade inte bara rättegångsprotokoll utan även anteckningar om andra händelser av juridisk och även politisk natur. De var alltså en sorts annaler eller krönikor. De äldsta tänkeböckerna är ofta skrivna på lågtyska.